# Le Dernier des géants
Pour plus de détails, voir Fiche technique et Distribution.
Le Dernier des géants (The Shootist) est un western américain réalisé par Don Siegel et sorti en 1976. Le film met en vedette John Wayne dans son dernier rôle au cinéma.
Il s’agit d’une adaptation cinématographique du roman Une gâchette (The Shootist) de Glendon Swarthout, paru en 1975.

## Synopsis
Atteint d'une maladie incurable, John Bernard Books (John Wayne), le dernier des professionnels légendaires de la gâchette, rentre calmement à Carson City pour recevoir des soins de son vieil ami le Dr Hostetler (James Stewart).  Sachant que ses jours sont comptés, il trouve confort et tranquillité dans une pension tenue par une veuve (Lauren Bacall) et son fils (Ron Howard). Mais « Books » n'est pas destiné à mourir en paix; devant les perspectives de la déchéance physique et d'une agonie atroce, il choisit de partir comme il a toujours vécu, les armes à la main, dans un dernier combat.

## Fiche technique
- Titre original : The Shootist
- Titre français : Le Dernier des géants
- Réalisation : Don Siegel
- Scénario : Miles Hood Swarthout, Scott Hale, d'après le  roman Une gâchette (The Shootist) de Glendon Swarthout
- Musique : Elmer Bernstein
- Photographie : Bruce Surtees
- Montage : Douglas Stewart
- Directeur de production : Russell Saunders
- Décors : Robert F. Boyle[2]
- Costumes : Luster Bayless[3], Edna Taylor[4], Moss Mabry[5]
- Maquillage : Joe DiBella, Dave Grayson
- Producteurs : M.J. Frankovich et William Self
- Sociétés de production : Paramount Pictures, Dino De Laurentiis Company[1]
- Société de distribution : Paramount Pictures, Cinema International Corporation, Roadshow Film Distributors
- Pays de production :  États-Unis
- Langue : anglais américain
- Tournage : du 13 janvier 1976 au 5 avril 1976
- Format : Couleurs (Technicolor) et Noir et blanc — 35 mm — 1,85:1 — Son : Mono
- Genre : drame, western
- Durée : 100 minutes
- Dates de sortie :
  - États-Unis : 20 août 1976
  - France : 17 août 1977
- Recette :
  -  États-Unis ~ 5 987 000 $ US[réf. nécessaire]

## Distribution
- John Wayne (VF : Raymond Loyer) : John Bernard « J. B. » Books
- Lauren Bacall (VF : Claire Guibert) : Bond (Fleur, en VF) Rogers
- Ron Howard (VF : Pierre Jolivet) : Gillom Rogers
- James Stewart (VF : François Chaumette) : Dr E.W. Hostetler
- Richard Boone (VF : Henri Poirier) : Mike Sweeney
- Hugh O'Brian (VF : Jacques Thébault) : Jack Pulford
- Bill McKinney : Jay Cobb
- Harry Morgan : Marshal de Carson City
- John Carradine (VF : André Valmy) : Hezekiah Beckum
- Sheree North (VF : Perrette Pradier) : Serepta, ex-petite amie de Books
- Scatman Crothers (VF : Med Hondo) : Moses Brown
- Richard Lenz (VF : Pierre Arditi) : Sam Dobkins
- Gregg Palmer : l'homme corpulent
- Alfred Dennis (VF : Albert Médina) : le barbier
- Dick Winslow : le conducteur de la voiture
- Melody Thomas Scott : la jeune fille dans la voiture
- Kathleen O'Malley : l'institutrice
- James Nolan (non crédité) : un joueur

## DVD / Blu-ray
Le film a fait l'objet de plusieurs éditions sur le territoire français :
- Le Dernier des géants (édition remastérisée) (DVD-5 Keep Case) édité et distribué par Seven7 Editions sorti le 16 novembre 2004. Le ratio écran est en 1.85:1 panoramique 16:9. L'audio est en Français et Anglais 2.0 Dolby Digital avec présence de sous-titres français. En suppléments la bande annonce originales en VOST et la filmographie des acteurs du film. La durée est de 98 minutes. Il s'agit d'une édition Zone 2 Pal[6].
- Le Dernier des géants (Edition collection Silver) (DVD-9 Keep Case boitier DVD sous fourreau cartonné) édité par Sidonis Calysta et distribué par Seven7 sorti le 26 novembre 2018. Le ratio écran est en 1.85:1 panoramique 16:9. L'audio est en Français et Anglais 2.0 Dolby Digital avec présence de sous-titres français. En supplément la présentation du film par Patrick Brion et Bertrand Tavernier. La durée du film est de 100 minutes. Il s'agit d'une édition Zone 2 Pal[7].
- Le Dernier des géants (Edition collection Silver Combo Blu-ray + DVD) (BD50 + DVD-9 Keep Case boitier sous fourreau cartonné) édité par Sidonis Calysta et distribué par Seven7 sorti le 26 novembre 2018. Le ratio écran est en 1.85:1 panoramique 16:9 natif 1080p. L'audio est en Français et Anglais 2.0 Master DTS HD avec présence de sous-titres français. En supplément la présentation du film par Patrick Brion et Bertrand Tavernier. La durée du film est de 100 minutes. Il s'agit d'une édition Zone B[8].